# Utah Olympic Park Jumps
Utah Olympic Park Jumps est complexe de tremplins de saut à ski situés à Park City aux États-Unis. 

## Histoire
Les tremplins ont été inaugurés en 1994 puis rénovés en 2000. Les tremplins de 90 mètres et de 120 mètres sont utilisés lors des Jeux olympiques d'hiver de 2002 pour les compétitions de saut à ski et de combiné nordique puis lors d'épreuves de Coupe du monde de saut à ski et de combiné nordique.

## Caractéristiques
En plus des deux tremplins K90 et K120, des petits tremplins ont été construits (K10, K20, K40 et K64). Il s'agit des tremplins de compétition les plus hauts en altitude au monde.